# Яншин, Михаил Михайлович
Михаи́л Миха́йлович Я́ншин (20 октября (2 ноября) 1902, Юхнов — 17 июля 1976, Москва) — советский актёр театра и кино, театральный режиссёр; народный артист СССР (1955), лауреат Государственной премии СССР (1975) и Государственной премии РСФСР имени К. С. Станиславского (1970).

## Биография
Родился в Юхнове (ныне — в Калужской области) в семье банковского служащего.
Учился в Москве в 1909—1916 годах — в Ольховском городском реальном училище, в 1916—1919 — в Комиссаровском техническом училище, а в 1919 году стал студентом Высшего технического училища.
В 1919 году пошёл добровольцем в РККА.
В 1922 году поступил во Вторую студию МХАТ, а в 1924 вместе с другими молодыми студийцами (в частности, с Николаем Хмелёвым, Михаилом Кедровым и Борисом Ливановым) был принят в труппу МХАТа, актёром которого оставался до конца жизни.
Первыми заметными ролями актёра в Художественном театре стали Добчинский в «Ревизоре» и лакей Петрушка в «Горе от ума». Но знаменитой (а не «звёздной») для него оказалась роль Лариосика в пьесе «Дни Турбиных». В театре сыграл 50 ролей.
Впоследствии, оставаясь актёром МХАТа, работал в других театрах. Совместно с другими режиссёрами ставил спектакли в Московском мюзик-холле (1931), Центральном театре Красной армии (1932), Театре сатиры (1937). С 1934 по 1939 год был художественным руководителем Московского театра ЦК профсоюза рабочих мебельной и музыкальной промышленности СССР, с 1937 по 1941 год руководил театром «Ромэн», с 1950 по 1963 год был главным режиссёром Московского драматического театра имени К. С. Станиславского.
Гастролировал в составе МХАТа в Чехословакии, Польше, Англии, Франции, США, Болгарии.
По его инициативе во МХАТ был приглашён Олег Ефремов.
Начиная с 1920-х годов, наряду с работой в театре много снимался в кино.
С 1945 года активно сотрудничал с киностудией «Союзмультфильм», озвучил героев множества мультфильмов. Часто работал с сёстрами Брумберг, написал для них сценарий мультфильма «Ночь перед Рождеством».
Работал на радио. В 1975 году состоялась премьера его звуковой книги «Народный артист СССР Михаил Михайлович Яншин рассказывает».
Умер 17 июля 1976 года. Похоронен в Москве на Новодевичьем кладбище (участок № 7, ряд 12, место 12).

## Семья и личная жизнь
Первая жена (1926—1933) — Вероника Полонская (1908—1994), актриса театра и кино.
Вторая жена (1934—1942) — Надежда Киселёва (Ляля Чёрная) (1909—1982), актриса театра «Ромэн», заслуженная артистка РСФСР (1960). Ушла к народному артисту СССР Николаю Хмелёву.
Третья жена (с 1955) — Нонна Мейер (1922—2017), актриса Драматического театра имени К. С. Станиславского.
Племянник Александр Яншин (1911—1999), учёный-геолог, академик АН СССР (1958).
Болел за московский футбольный клуб «Спартак».

## Театральные работы
- 1924 — «Царь Фёдор Иоаннович» А. К. Толстого — выборный
- 1924 — «Ревизор» Н. В. Гоголя — Пётр Иванович Добчинский
- 1924 — «Битва жизни» по Ч. Диккенсу— слуга Бритна
- 1925 — «Елизавета Петровна» Д. П. Смолина — пономарь
- 1925 — «Горе от ума» А. С. Грибоедова — Петрушка
- 1926 — «Дни Турбиных» М. А. Булгакова — Лариосик
- 1927 — «Безумный день, или Женитьба Фигаро» Бомарше — Антонио, позже — Бартоло
- 1928 — «Квадратура круга» В. П. Катаева — Вася
- 1930 — «Три толстяка» Ю. К. Олеши — Доктор Гаспар
- 1931 — «Дядюшкин сон» по Ф. М. Достоевскому — Мозгляков
- 1932 — «Мёртвые души» по Н. В. Гоголю — почтмейстер, позже губернатор
- 1933 — «Хозяйка гостиницы» К. Гольдони — маркиз Форлипополи
- 1934 — «Чудесный сплав» В. М. Киршона — Олег
- 1936 — «Мольер» по М. А. Булгакову — Бутон
- 1939 — «Половчанские сады» Л. М. Леонова — Платон Платонович Стрекопытов
- 1940 — «Школа злословия» Р. Б. Шеридана — сэр Питер Тизл
- 1942 — «Фронт» А. Е. Корнейчука — Сергей Горлов
- 1943 — «Русские люди» К. М. Симонова — Харитонов
- 1945 — «Горячее сердце» А. Н. Островского — Серапион Мардарьевич Градобоев, Жигунов, Сидоренко
- 1946 — «Три сестры» А. П. Чехова — Иван Романович Чебутыкин, Ферапонт
- 1947 — «Дядя Ваня» А. П. Чехова — Илья Ильич Телегин
- 1947 — «Алмазы» Н. А. Асанова — Иляшев
- 1949 — «Поздняя любовь» А. Н. Островского — Герасим Порфирьевич Маргаритов
- 1953 — «Дачники» М. Горького — Двоеточие
- 1957 — «Дворянское гнездо» по И. С. Тургеневу — Лемм
- 1958 — «Вишнёвый сад» А. П. Чехова — Борис Борисович Симеонов-Пищик
- 1960 — «Чайка» А. П. Чехова — Пётр Николаевич Сорин
- 1963 — «Платон Кречет» А. Е. Корнейчука — Терентий Осипович Бублик
- 1967 — «Тяжкое обвинение» Л. Р Шейнина — Приходько
- 1968 — «Чрезвычайный посол» А. С. и П. Л. Тур — папаша Гунар
- 1969 — «Нахлебник» И. С. Тургенева — Василий Семёнович Кузовкин
- 1971 — «Дульсинея Тобосская» А. М. Володина — Санчо Панса
- 1973 — «На всякого мудреца довольно простоты» А. Н. Островского — Нил Федосеевич Мамаев
- 1973 — «Соло для часов с боем» О. Заградника — Франтишек Абель

### Постановки

#### Московский мюзик-холл
- 1931 — «Шестая мира» А. А. Жарова и Н. А. Равича (совместно с Н. М. Горчаковым)

#### Центральный театр Красной Армии
- 1932 — «Мстислав Удалой» по И. Л. Пруту (совместно с Ю. А. Завадским)

#### Театр сатиры
- 1937 — «Мелкие козыри» В. Е. Ардова

#### «Ромэн»
- «Кровавая свадьба» Ф. Гарсиа Лорки
- «Чудесная башмачница» Ф. Гарсиа Лорки
- «Действующие лица» М. А. Светлова
- «За ваше счастье» И. И. Ром-Лебедева
- «Песня об Урсаре» И. И. Ром-Лебедева
- «Героическая поэма» И. И. Ром-Лебедева
- «Цыганы» по А. С. Пушкину
- «Макар Чудра» по М. Горькому
- «Каролина» К. Гольдони

#### Московский драматический театр имени К. С. Станиславского
- 1950 — «В Лебяжьем» Д. П. Девятова
- 1951 — «Грибоедов» С. А. Ермолинского
- 1951 — «Юность вождя» Г. Д. Нахуцришвили (совместно с Ю. Мальковским)
- 1952 — «Девицы-красавицы» А. Д. Симукова (совместно с С. И. Тумановым)
- 1952 — «Наследники Рабурдена» Э. Золя (совместно с Т. Кондрашовым)
- 1953 — «На улице Счастливой» Ю. Я. Принцева (совместно с Т. Кондрашовым)
- 1953 — «Бесприданница» А. Н. Островского (совместно с Т. Кондрашовым)
- 1954 — «Дни Турбиных» М. А. Булгакова (совместно с П. Лесли)
- 1954 — «Чайка» А. П. Чехова (совместно с П. Лесли)
- 1955 — «Лес дремучий» И. О. Щеглова
- 1957 — «На рассвете» В. И. Пистоленко (совместно с П. Резниковым)
- 1957 — «О личном» В. И. Пистоленко (совместно с А. Ароновым)
- 1958 — «Де Преторе Винченцо» Э. де Филиппо (совместно с Ю. Мальковским)
- 1959 — «Здравствуй, Катя» М. Г. Львовского (совместно с А. Ароновым)
- 1959 — «Такая любовь» П. Когоута (совместно с П. Резниковым)
- 1960 — «Первый день свободы» Л. Кручковского (совместно с А. Ароновым)
- 1961 — «Современная трагедия» В. С. Эбралидзе
- 1962 — «Первый встречный» Ю. Я. Принцева

#### МХАТ
- 1957 — «Дворянское гнездо» по И. С. Тургеневу (совместно с П. М. Лесли) — Лемм

## Фильмография

### Актёр
- 1928 — Каторга — телеграфист
- 1929 — Комета — Савва Севрюжкин
- 1929 — Простые сердца — Пётр, паромщик
- 1930 — Праздник святого Иоргена — эпизод (нет в титрах)
- 1931 — Шторм — главная роль
- 1933 — Окраина — солдат
- 1933 — Чёрный барак — рабочий
- 1934 — Поручик Киже — Павел I
- 1935 — Любовь и ненависть — Андрей Иванович
- 1935 — Последний табор — Иван Лихо
- 1936 — Заключённые — Макс
- 1938 — Человек с ружьём — офицер (нет в титрах)
- 1941 — Боевой киносборник № 7. Приёмщик катастроф (нет в титрах)
- 1941 — Первая конная — комендант станции
- 1944 — Свадьба — Андрей Андреевич Нюнин, агент страхового общества
- 1946 — Глинка — П. А. Вяземский
- 1946 — Каменный цветок — приказчик Северьян
- 1950 — Секретная миссия — Шульц
- 1951 — Незабываемый 1919 год — полковник Буткевич
- 1952 — Ревизор — Артемий Филиппович Земляника
- 1953 — Беззаконие (короткометражный) — коллежский асессор
- 1953 — Сеанс гипноза (короткометражный) — Верепетуев
- 1954 — Мы с вами где-то встречались — Васильев, начальник станции
- 1954 — Шведская спичка — Евграф Кузьмич
- 1955 — Двенадцатая ночь — сэр Тоби Белч
- 1956 — На подмостках сцены — Фёдор Семёнович Борзиков
- 1957 — Сапоги (короткометражный) — Муркин
- 1958 — Король бубён (короткометражный) — муж гадалки
- 1959 — Накануне — Увар Иванович
- 1960 — Три рассказа Чехова (новелла «Месть») — Лев Саввич Турманов
- 1961 — Вольный ветер — Амброзио, мэр
- 1962 — Прозрение (короткометражный) — староста
- 1963 — Внимание! В городе волшебник! — доктор Кракс
- 1965 — «Фитиль» (киножурнал) (выпуск № 33, сюжет «Не поеду») — заведующий райжилотделом М. И. Блескунов
- 1970 — Как мы искали Тишку — доктор Айболит
- 1970 — Секундомер — камео
- 1970 — Серебряные трубы — врач
- 1971 — Телеграмма — Николай Афанасьевич Пятипал, дедушка Тоши
- 1972 — За всё в ответе — Михаил Иванович
- 1973 — Большая перемена — Виктор Иванович Волосюк

### Телеспектакли
- 1952 — Школа злословия — сэр Питер Тизл
- 1960 — Мёртвые души — Иван Андреевич, почтмейстер
- 1968 — Поздняя любовь
- 1972 — Нахлебник — Василий Семёныч Кузовкин
- 1974 — Соло для часов с боем — Франтишек Абель
- 1976 — На всякого мудреца довольно простоты — Нил Федосеевич Мамаев

### Режиссёр
- 1933 — «Чёрный барак» (совместно с Н. М. Горчаковым)

### Озвучивание мультфильмов
- 1945 — Пропавшая грамота — Казак Василь
- 1948 — Сказка о солдате — Солдат
- 1948 — Федя Зайцев — Человечек
- 1949 — Чудесный колокольчик — Старик
- 1950 — Девочка в цирке — Фокусник
- 1951 — Ночь перед Рождеством — Чуб
- 1953 — Полёт на Луну — профессор Бобров
- 1955 — Стёпа-моряк — Михал Михалыч, боцман
- 1960 — Человечка нарисовал я — Человечек
- 1964 — Дюймовочка — Крот
- 1964 — Жизнь и страдания Ивана Семёнова — Врач
- 1964 — Лягушонок ищет папу — Бегемот
- 1965 — Вовка в Тридевятом царстве — Царь
- 1965 — Лягушка-путешественница — Кваня
- 1965 — Пастушка и трубочист — Оле-Лукойе
- 1966 — Про бегемота, который боялся прививок — Бегемот
- 1967 — Зеркальце — Крот
- 1967 — Сказки для больших и маленьких (фильм № 3 «Два толстяка и заяц») — Бегемот
- 1968 — Самый большой друг — Бегемот
- 1968 — Козлёнок, который считал до десяти — Бык
- 1969 — Украденный месяц — читает текст
- 1970 — Волшебные очки — дедушка Сова
- 1970 — Как Ёжик шубку менял — Филин (нет в титрах)
- 1970 — Обезьяна с острова Саругасима — осьминог-стражник (нет в титрах)
- 1971 — Огонь — Часы
- 1972 — Симулянт — Медведь (нет в титрах)

### Озвучивание фильмов
- 1964 — Морозко — Старичок-Боровичок (роль Г. Борисовой)
- 1972 — Золотые рога — Солнышко Красное (роль А. Ткаченко)

### Участие в фильмах
- 1958 — Искусство большой правды (документальный)
- 1971 — Любимая роль (документальный) — полковник Градобоев — сцена из спектакля «Горячее сердце»
- 1975 — О нашем театре (документальный)

## Награды и звания
- заслуженный артист РСФСР (1933)
- народный артист РСФСР (1947)
- народный артист СССР (1955)
- Государственная премия СССР (1975) — за исполнение ролей Мамаева и Абеля в спектаклях «На всякого мудреца довольно простоты» А. Н. Островского и «Соло для часов с боем» О. Заградника
- Государственная премия РСФСР имени К. С. Станиславского (1970) — за исполнение роли Кузовкина в спектакле «Нахлебник» И. С. Тургенева
- два ордена Ленина (1948, 1972)
- орден Трудового Красного Знамени (1971)
- орден «Знак Почёта» (03.05.1937) — за выдающиеся заслуги в деле развития русского театрального искусства
- медали

## Память
- В городе Юхнов установлен бюст актёра.
- 2 февраля 1979 года в Москве на доме, где в 1955—1974 годах жил актёр (1-я Тверская-Ямская ул., 28), установлена мемориальная доска (архитектор Г. Гаврилов)[7].